# روك هدسون
روك هدسون (بالإنجليزية: Rock Hudson)‏ (17 نوفمبر 1925 - 2 أكتوبر 1985) هو ممثل أمريكي بدأ مسيرته الفنية عام 1948.

## الأعمال

### أفلام
- ضخم
- مكتوب على الريح
- حديث الوسائد

## روابط خارجية
- روك هدسون على موقع IMDb (الإنجليزية)
- روك هدسون على موقع الموسوعة البريطانية (الإنجليزية)
- روك هدسون على موقع روتن توميتوز (الإنجليزية)
- روك هدسون على موقع مونزينجر (الألمانية)
- روك هدسون على موقع ألو سيني (الفرنسية)
- روك هدسون على موقع ميوزك برينز (الإنجليزية)
- روك هدسون على موقع تيرنر كلاسيك موفيز (الإنجليزية)
- روك هدسون على موقع أول موفي (الإنجليزية)
- روك هدسون على موقع قاعدة بيانات الأفلام السويدية (السويدية)
- روك هدسون على موقع إن إن دي بي (الإنجليزية)